# Katastrofa lotu Dan-Air 1008
Katastrofa lotu Dan-Air 1008 – katastrofa lotnicza samolotu Boeing 727-46, należącego do linii Dan-Air Services Ltd, do której doszło 25 kwietnia 1980 roku w San Cristóbal de La Laguna w Hiszpanii. W jej wyniku zginęło 146 osób (138 pasażerów i 8 członków załogi, wszystkie osoby, które znajdowały się na pokładzie.
Wśród ofiar znalazł się m.in. szkocki piłkarz Bob McNicol wraz z rodziną.

## Wypadek
Lot odbywał się w odległości 26 km od radiolatarni VOR/DME „TFN”, gdy po osiągnięciu „TFN” otrzymał zezwolenie na podejście do pasa 12 do radiolatarni „FP”. Boeing początkowo znajdował się na poziomie lotu (FL) 110 (3400 m), a następnie otrzymał zezwolenie na zniżanie do FL 60 (1800 m). Załoga zgłosiła lot na TFN i otrzymała od kontrolera ruchu lotniczego polecenie wykonania niestandardowego lotu oczekującego nad radiolatarnią FP. Mimo że procedura oczekiwania nie była oficjalna, polecenie zostało zaakceptowane. W rzeczywistości samolot nie przelatywał nad „FP”, lecz leciał na południe od radiolatarni. Jeden z pilotów powiedział wtedy kontrolerowi ruchu lotniczego, że „wchodzi do poczekalni”. Około minuty później otrzymali zgodę na zniżanie do wysokości 1500 m. Chociaż dowódca samolotu wskazał, że zgodnie z instrukcjami hiszpańskiego kontrolera ruchu lotniczego wejdzie w strefę oczekiwania, skierował samolot w lewo, na południowy wschód, w strefę wysokiego terenu, gdzie minimalna bezpieczna wysokość wynosiła 4400 m. Podczas zniżania do wysokości 1500 m aktywował się system ostrzegania o bliskości ziemi (GPWS) . Załoga zareagowała szybko i rozpoczęła wznoszenie z pełną mocą i wykonała ostry skręt w prawo. Samolot uderzył w górę La Esperanza o godzinie 13:21:15.

## Dochodzenie
Oficjalne (hiszpańskie) dochodzenie wykazało, że pilot dowodzący, nie biorąc pod uwagę wysokości, na której leciał, skierował samolot w obszar wysokiego terenu i w związku z tym nie utrzymał bezpiecznej wysokości nad terenem. Brytyjski dodatek do raportu stwierdził, że spóźnione i niejasne wskazówki kontroli ruchu lotniczego przyczyniły się do dezorientacji pilotów.